# کرمیگتون
کرمیگتون (به انگلیسی: Kirmington) یک روستا و محله مدنی در بریتانیا است که در North Lincolnshire واقع شده‌است. کرمیگتون ۳۶۵ نفر جمعیت دارد.